# Scudo canadese

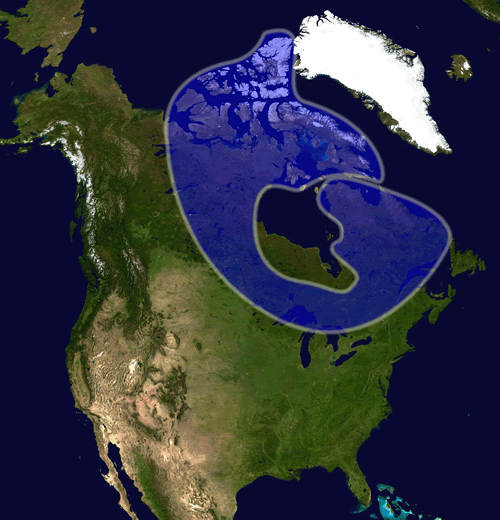
Posizione dello Scudo Canadese in Nord America

Lo scudo canadese è un grande cratone che comprende il Canada orientale e centrale, e le zone adiacenti degli Stati Uniti d'America e Groenlandia. Viene anche chiamato scudo laurenziano o altopiano laurenziano.

## Geologia
Lo scudo canadese è composto da rocce che risalgono all'era precambriana (tra 4,5 miliardi e 540 milioni di anni fa). La forma è praticamente circolare e assomiglia allo scudo di un guerriero o ad un enorme ferro di cavallo.
Si tratta di una vasta area di rocce ignee precambriane e rocce ad alto grado di metamorfismo che formano l'antico nucleo geologico del continente nordamericano, indicato comunemente come cratone nordamericano o cratone Laurentia. Le rocce ignee sono il risultato della lunga attività vulcanica, ora ricoperte da un sottile strato di suolo. Un substrato profondo si estende nella parte orientale e centrale del Canada, estendendosi dai Grandi Laghi all'Oceano Artico, su quasi la metà del territorio canadese e interessando anche la propaggini settentrionali degli Stati Uniti. 

## Geografia umana
La presenza di popolazione è minima, come pure lo sviluppo industriale, prevalentemente collegato all'attività mineraria.